# Diecezja Aurangabad
Diecezja Aurangabad (łac. Diœcesis Aurangabadensis) – diecezja rzymskokatolicka w Indiach, z siedzibą w Aurangabadzie. Została utworzona w 1977 z części terenów archidiecezji Hyderabad i diecezji Amravati.

## Główne świątynie
- Katedra: Katedra św. Franciszka Salezego w Aurangabadzie

## Biskupi diecezjalni
- Dominic Abreo (1977 - 1987)
- Ignatius D'Cunha (1989 - 1998)
- Sylvester Monteiro (1999 - 2005)
- Edwin Colaço (2006 - 2015)
- Ambrose Rebello (2015 - 2024)
- Bernard Lancy Pinto (2024- )